# NGC 4518
NGC 4518 је спирална галаксија у сазвежђу Девица која се налази на NGC листи објеката дубоког неба.
Деклинација објекта је + 7° 51' 8" а ректасцензија 12h 33m 11,7s. Привидна величина (магнитуда) објекта NGC 4518 износи 13,8 а фотографска магнитуда 14,8. NGC 4518 је још познат и под ознакама NGC 4518A, MCG 1-32-95, CGCG 42-150, NPM1G +08.0291, IRAS 12306+0806, VCC 1484, PGC 41674.